# 貴人鄭氏 (朝鮮高宗)
貴人鄭氏（1882年—1943年），朝鮮高宗的後宮嬪妃，原本是明成皇后身旁的宮女，明成皇后在將張尚宮趕出宮廷之後，把鄭氏推薦给高宗。
鄭氏後得到高宗寵幸封為淑媛，在1915年生子李堣之後晉升為從一品貴人，賜堂號寶賢堂，可惜王子早夭。
關於鄭氏的資料並不多，也有說她是在明成皇后死後才被高宗寵幸，但可以肯定的是，電視劇《明成皇后》寫鄭氏流產被趕出宮並非事實。

## 子女
- 王子 李堣 （1915－1916，1歲。夭折）